# 509 TCN
509 TCN là một năm trong lịch La Mã.